# Gezelinus von Schlebusch

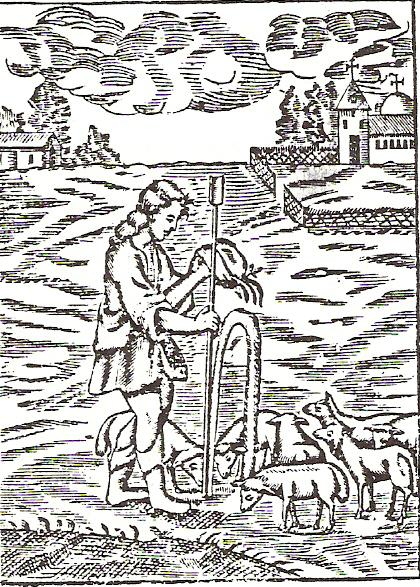
Älteste Darstellung des seligen Gezelinus von Schlebusch aus dem Pilgerbüchlein von 1729

Gezelinus von Schlebusch (* im Herzogtum Burgund; † 12. Jahrhundert, vermutlich in Schlebuschrath, heute ein Ortsteil von Leverkusen-Alkenrath) war der Legende nach ein Laienbruder (Konverse) im Zisterzienserkloster in Altenberg. Für sein bescheidenes Leben als Hirte in Schlebuschrath wurde er zu Lebzeiten bekannt und nach seinem Tode entwickelte sich darum und um seine Legende ein regional bedeutsamer Kult.
Gezelinus wurde von den Gläubigen vor Ort bereits vor dem Jahr 1524 als „Seliger“ bezeichnet. Eine förmliche Seligsprechung durch einen Kölner Weihbischof ist nicht nachweisbar, von der katholischen Kirche wird Gezelin jedoch als seliggesprochen anerkannt.

## Historische Überlieferungen zur Vita

Schrein des Seligen Gezelinus

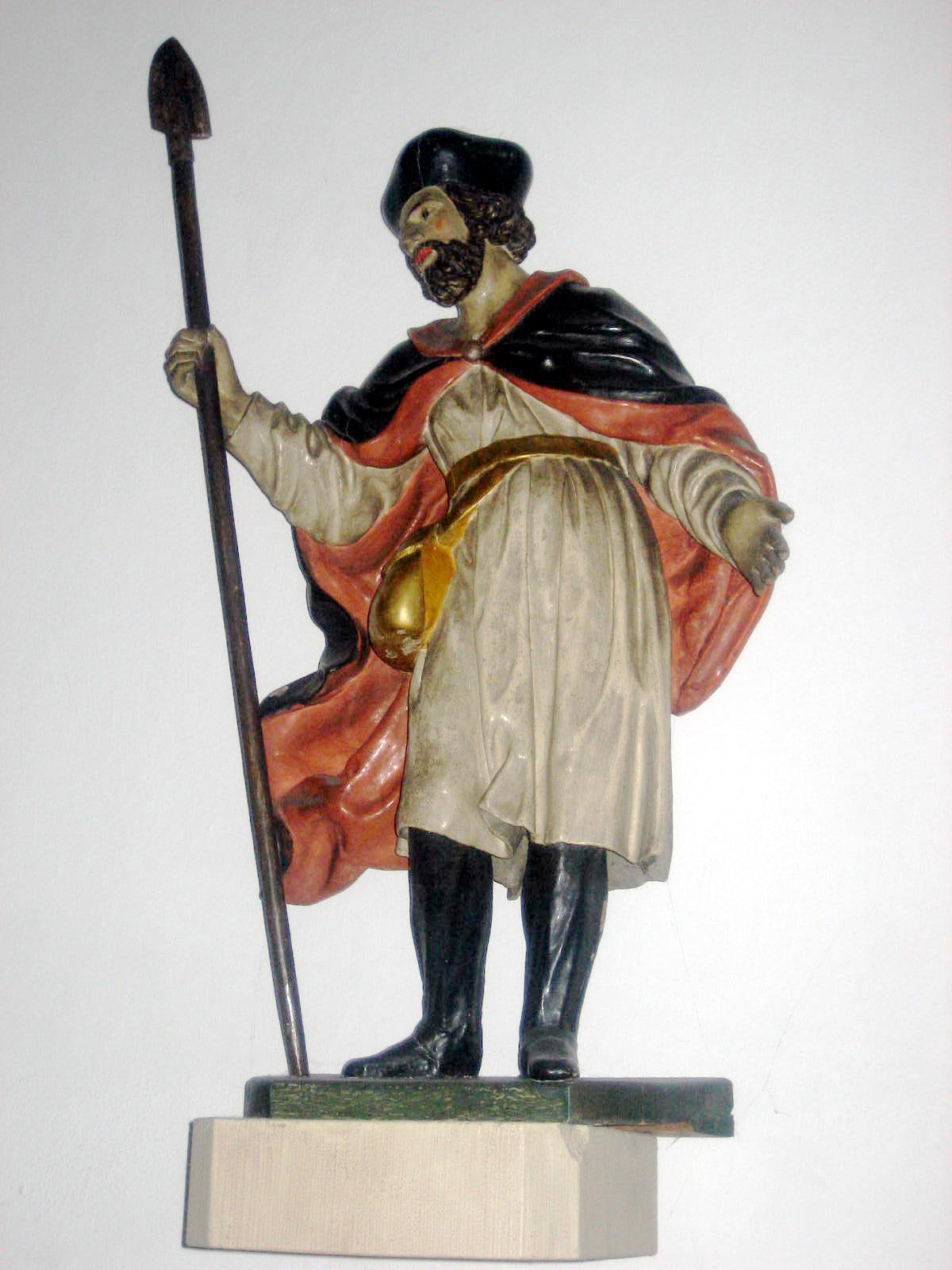
Figürliche Darstellung des seligen Gezelinus in der St.-Andreas-Kirche in Leverkusen

Über die tatsächliche Lebensgeschichte des Gezelinus ist wenig bekannt: „Schon 1645 beklagte der Kölner Geschichtsschreiber Aegidius Gelenius, der von dem großen Zustrom zum Heiligtum des Eremiten berichtet, daß Aufzeichnungen über ihn nicht vorlägen und solche, falls es sie gegeben, durch die Ungunst der Zeiten verloren gingen…“ Als gesichert gilt, dass er in Schlebuschrath gelebt hat. Die Mitgliedschaft im Zisterzienserorden hält Opladen hingegen für unwahrscheinlich, womit auch die Herkunft aus Burgund nicht mehr gesichert ist. Eine Überlieferung bringt Gezelinus jedoch als Bruder von Adolf I. von Berg mit diesem in Verbindung, welcher gegen den Herzog von Burgund gekämpft habe. Dabei habe Gezelinus (hier Eberhard genannt) diesen begleitet und sei während der Schlacht in das Kloster Morimond eingetreten. Diese wiederum entsendeten 1132 Mönche nach Altenberg auf die Burg von Adolf I. Dort habe Adolf I. den Zisterziensern einen Schafstall in Burge, heute als Bürrig ein Stadtteil von Leverkusen, bei Alkenrath geschenkt, auf dem Eberhard gelebt habe.
Vinzenz Jakob von Zuccalmaglio äußert hingegen die These, lediglich aufgrund eines bei der Gezelinquelle gefundenen Steines sei im 17. Jahrhundert die Verwechslung entstanden, der Heilige Gezelin habe in Schlebusch gelebt und deswegen sei dort ein Kult initiiert worden. Tatsächlich sei er Schäfer mit Tätigkeiten in Luxemburg und Belgien gewesen, was geschichtlich nachweisbar sei. Diese Vermutung ist nach Opladen jedoch nicht haltbar, da bereits im 15. Jahrhundert Gezelinverehrungen überliefert seien. Außerdem habe er den Stein falsch gelesen und daher missinterpretiert.
Auch das Todesjahr des Gezelinus ist unklar; Leonhard Korth datiert sein Sterben auf das Jahr 1137, Opladen hält das für eine Verwechslung mit einem anderen Einsiedler namens Scheletzo von Luxemburg. Auf einer 1,97 Meter langen und 0,67 Meter breiten Grabplatte in Altenberg ist als Datum der 29. Juli ohne Todesjahr angegeben. Dieses Grab fand sich bei Wiederherstellungsarbeiten am Altenberger Dom um 1900. Ehemals lag dieses Grab unter freiem Himmel und ist nicht im Laufe der Jahrhunderte zufällig dorthin geraten, sondern mit Bruchsteinen ummauert. Er zeigt ein Kreuz mit verdickten Enden und ruht auf einem viereckigen Sockelstein. Die Inschrift lautet exakt: „A II K(A)L(ENDAS) AVG(VSTI). O(BIIT) GOZELIN(VS)“, übersetzt: Am 29. Juli starb Gozelin. Zeitlich lässt sich diese Grabplatte wegen ihrer Stilistika in einen Zeitraum von 1150 bis 1180 einordnen. Warum jedoch dieses Grab, das eindeutig einem Angehörigen des Klosters zuzuordnen ist, beim Neubau im Jahre 1255 unberührt gelassen worden ist und auch die Frage, warum einige andere Überlieferungen eindeutig sagen, dem Wunsch des Gezelinus, in Schlebuschrath bestattet zu werden, sei stattgegeben worden, konnten nicht eindeutig geklärt werden. Möglich ist auch, dass Gozelinus eine andere Person, beispielsweise ein Würdenträger (Prior) war; doch ein solcher findet sich nicht im Memorienregister der Abtei. Eine Mitgliedschaft von Gezelin in der Abtei Altenberg lässt sich urkundlich nicht belegen. Das Grab, das in Schlebuschrath verehrt wurde, wo er der Legende nach auf sein Bitten hin beerdigt worden ist, wurde durch einen kleinen Anbau eines Seitenchores in den Kirchenraum miteinbezogen. Für die Beerdigung des Gezelinus dort spricht der Fund eines Sarkophags, der als Kultgrab gewertet wird.

## Legende
Gezelinus von Schlebusch soll der Legende nach im Herzogtum Burgund geboren sein. Aufgrund seines Bestrebens, „allen Reichtum und alle Ehren aus Liebe zu Christus [zu] verlassen“, sei er schon in der Jugend in das Kloster der Zisterzienser als Konverse oder Laienbruder eingetreten, wo er sein Bestreben in die Tat umgesetzt haben soll. Bald sei er nach Altenberg in das Zisterzienserkloster geschickt worden, wo ihm die Aufgabe des Schafhirten zugeteilt worden sei. So sei er auf das Gut Alkenrath nahe der Pfarrkirche zu Schlebuschrath gekommen, wo er seine Aufgabe mit solcher Demut ausgeführt habe, dass er dafür bekannt wurde und durch den Zisterzienservater einen Habit verliehen bekommen haben soll. Wunder seien geschehen und viele Menschen seien zu ihm gekommen, weil sie auf seine mächtige Fürbitte bei Gott vertraut hätten. Zu den Wundern gehört, dass Gezelinus der Legende nach eine Quelle geschaffen haben soll, indem er seinen Hirtenstab in den Boden stieß und ein Gebet sprach, als er von Menschen in einer lang andauernden Dürreperiode darum gebeten wurde. Dieses Wasser habe lindernde und heilende Wirkung gehabt. Vor seinem Tod soll er darum gebeten haben, unter der Dachtraufe der Kirche zu Schlebuschrath beerdigt zu werden, damit das Wasser ihn auch nach seinem Tode noch von seinen Sünden reinigen sollte.

## Kult

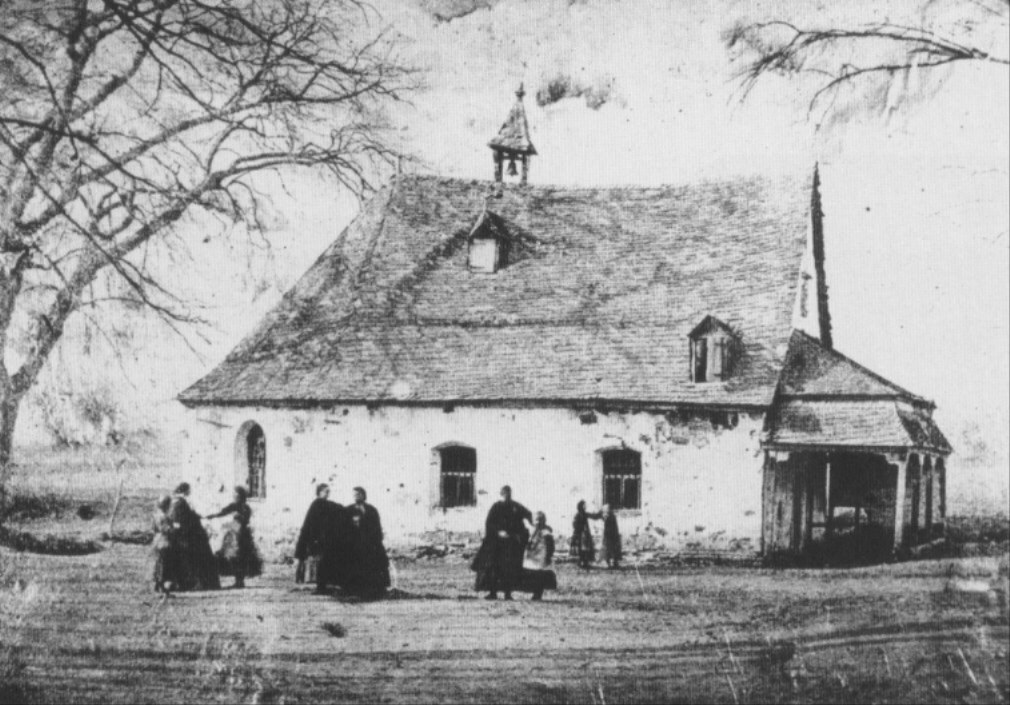
Gezelinkapelle um 1864

Die Legende und der Beginn der Verehrung des durch Legende überlieferten Lebens des Gezelini ist schwer datierbar. Im Dialogus miraculorum von Caesarius von Heisterbach aus dem Jahre 1220 taucht er noch nicht auf, erstmals erwähnt wird eine Form der Gezelinkultförderung in einer nicht urkundlich belegten Überlieferung. Diese besagt, dass es eine Kapelle über der Gezelinquelle gegeben habe, die von Spendenopfern errichtet worden ist. Diese muss jedoch zerstört worden sein.
Im Jahre 1619 ging Schloss Morsbroich an den Deutschen Orden über, der infolgedessen für rund 200 Jahre Einfluss auf die gesamte Region Schlebusch hatte und dadurch auch den Gezelinkult prägte. Landkomtur Heinrich von Reuschenberg, der von 1662 bis 1671 auf Morsbroich residierte, förderte den Gezelinkult durch den Wiederaufbau der Gezelinkapelle. Es ist in einem Ordensvisitationsprotokoll vom 15. September 1668 überliefert: „…noch eine neue Capel, so der Herr Landcomtur anno 59 erbaut in honorem Sti. Giselini, woselbsten unter dem Altar ein Heylbrunnen entspringet und viele Leuth miraculose sollen durch dieses Wasser curiert worden sein“. Auch der Pastor Johann Franz Platt zu Schlebuschrath liefert 1664 einen Nachweis für den Gezelinkult und berichtet „daß vor kurzem die Kapelle des h. Gyselin, die wegen der wunderbaren in ihr vorhandenen Heilquelle viel von Pilgern und Bewohnern des bergischen Landes besucht werde, durch die Freigiebigkeit des Provinzial des Deutschen Ordens Heinrich von Reuschenberg wiederhergestellt worden sei.“ Um 1810 wurde der Gezelinuskult in die Pfarrkirche zu Schlebusch verlegt, weil durch die Ausschreitungen um die Gezelinoktav der religiöse Kult beeinträchtigt wurde.
Die jährlich stattfindende Gezelinoktav, eine achttägige Festwoche mit Wallfahrten und Pilgergottesdiensten sowie weitere Veranstaltungen innerhalb des Pfarrverbandes, beginnen am Sonntag nach Fronleichnam mit einem Festhochamt unter freiem Himmel auf einer Wiese unmittelbar neben der Kapelle. Sie gehen auf eine besonders im 18. Jahrhundert im Bereich der Niederwupper populäre Wallfahrt zurück.
Im 18. Jahrhundert finden sich auch weitere Aufzeichnungen über den Gezelinkult. Pastor Johann Heimbach, der zwischen 1694 und 1746 zu Schlebuschrath tätig war, schreibt in einem Bericht für die Bollandisten, dass sich das Grab des Gezelinus in der Pfarrkirche zu Schlebuschrath befinde, und schreibt von Pilgern, die durch Berührung des Leibes Heilung erfahren hätten. Er stellt außerdem ein Bild Gezelini, das ihn als Zisterziensermönch zeigt, dar und dass dieses durch die Schlebuscher Bürger in hohen Ehren gehalten worden sei. Ferner nennt er einen Altar zu Ehren von Gezelin.
Landkomtur Jobst Moritz Freiherr von Droste zu Senden förderte, wie schon seine Vorgänger, die auf Morsbroich residierten, den Kult stark. Er eröffnete einen Jahrmarkt zur Gezelinfeier und gab außerdem 1729 ein Pilgerbüchlein heraus. Es trug den Titel:
„Brunnen des Heylands,

Springende zum ewigen Leben,

zu dem Gnad- und Wunder-reichen Brunnen

B. GEZELINI, Nechst bey Murßbroich“
und enthält die Gezelinuslegende, Andachten, Passionslieder und ein Lied zu Gezelin. Von Droste lud außerdem auch Pastoren zum Gezelinfeiertag ein, um eine Gezelinus-Andacht zu halten, von denen eine vollständig überliefert ist. Außerdem wird eindeutig berichtet, dass viele Pilger in die Kapelle zur Quelle kamen, sowohl aus der Deutsch-Ordens-Commende in Köln, als auch von benachbarten evangelischen Ortschaften. Damit blühte der Gezelinuskult zu dieser Zeit. Der Gottesdienst in der Kapelle wurde von Kölner Franziskanern gehalten, die währenddessen auf Morsbroich wohnten, was wiederum für eine starke Förderung des Gezelinuskultes durch den Deutschen Orden spricht.

### Gezelinquelle
Die laut Legende von Gezelinus geschaffene Quelle wird noch heute als Gezelinquelle bezeichnet und gehört zum Leverkusener Stadtteil Alkenrath.
Zu dieser Quelle schreibt Vinzenz Jakob von Zuccalmaglio, da es keinen Gezelin in Schlebusch gegeben habe, könne es auch keine Quelle gegeben haben und weiter: „Die Sage […] wie der Gottesdienst wurden in die Gegend von Schlebusch durch den Deutschordenskomthur Heinrich von Reuschenberg verpflanzt. […] Die Quelle, die jetzt unter dem Altar springt, war seit unvordenklichen Zeiten der Trost der Gegend bei Augenleiden wie bei Kinderkrankheiten …“ Weiter beschreibt er, dass das Wasser alaunhaltig scheint und daher die Heilungswirkungen für weitere Krankheiten, die er ebenfalls detaillierter ausführt, möglicherweise nicht grundlos aufgetreten seien. Er beschreibt darüber hinaus die Sage eines Steines, dessen Inschrift „MATRONABUS GESATENIS“ gelautet habe, „welcher im Kloster Altenberg aufbewahrt wurde und […] unweit der Kapelle gefunden worden sei.“ Er stellt die These auf, die Inschrift Gesalenis sei mit dem, seiner Ansicht nach in Belgien und Luxemburg wirkenden, Gezelin verwechselt worden. Opladen hingegen vermutet, dass nicht „Gesalenis“ zu lesen sei, sondern „Gesahenis“. Dies wiederum leite sich von dem altgermanischen Wort Gesa, Ghiso, was Gewässer bedeutet, ab und sei damit ein Indiz dafür, dass dort schon seit Zeiten vor dem Christentum eine Quelle und ein Heiligtum bestanden hatte, das in eine christliche Kultstätte umgewandelt worden sei. Außerdem ist die These Zuccalmaglios, dass von Heinrich von Reuschenberg der Kult verpflanzt worden sei, angesichts der vorherigen Überlieferungen und dem genauen Bericht, dass Reuschenberg die Kapelle nur wiederhergestellt habe, nicht haltbar.
Die Quelle befindet sich heute unter dem Altar der Kapelle. Dem Quellwasser wird in der Legende eine lindernde und heilende Wirkung bei Kopf- und Augenleiden nachgesagt. Früher soll es auch bei Unfruchtbarkeit geholfen haben.
Wissenschaftlich ließ sich das jedoch nicht beweisen und manche Heilungen sind nur aus dem Glauben heraus zu verstehen; jedoch existiert im Wasser ein erhöhter Bor- bzw. Alaungehalt. In der Pfarrei St. Andreas werden die Täuflinge mit diesem Wasser getauft. Noch immer holen sich viele Menschen das Wasser in großen Behältnissen dort ab, weil es sehr magenfreundlich sein soll. Gewartet und gepflegt wird die Quellanlage durch den Küster von St. Andreas.

### Darstellung am Kölner Dom
In der nördlichen Querhausfassade im Maternusportal des Kölner Doms findet sich eine Figur des seligen Gezelinus (mit Blick und Hinwendung zum nördlich liegenden Leverkusen, wo der Selige gelebt hat). Es handelt sich um die unterste rechts sitzende Figur in der dritten Archivolte des Maternusportals (Heiligenfiguren im Kölner DOM, Kölner Domblatt, 1959). Die Figur des Gezelinus ist 44 cm hoch, 24 cm breit und 22 cm tief, Gezelin ist sitzend mit gefalteten Händen dargestellt. Sein Kopf ist leicht in den Nacken gelegt und seine Augen blicken gen Himmel in nördliche Richtung. In seinem Schoß liegt ein Rosenkranz und der von einem Bart gerahmte Mund ist zum Gebet geöffnet. Gezelinus war Laienbruder im Zisterzienserkloster Altenberg und trägt die entsprechende Mönchskutte, unter der seine nackten Füße, Zehen etwas hervorscheinen. Links neben ihm steht eine Henkelkanne, die wohl auf die durch Gebet hin entsprungene Quelle (Gezelinquelle) anspielen soll. Die Quelle existiert bis heute, hat sich aber durch Straßenbaumaßnahmen abgesenkt. Deshalb kann das Heilwasser heute nur noch mittels einer Pumpenanlage auf Knopfdruck gefördert werden.
Der Entwurf und die bildhauerischen Arbeiten der Figur des Seligen Gezelinus gehen auf den Kölner Dombildhauer Peter Fuchs (1829–1889) zurück, der seinerseits auf Ideen von Sulpiz Boisserée zurückgriff. Fuchs studierte viele Vergleichsobjekte, jedoch konnte er auf keine alten Vorlagen zurückgreifen, da es sich an der Nordfassade des Querhauses nicht um biblische Gestalten handelt, sondern um Ortsheilige aus dem Kölner Umland.
Fuchs´ Gezelinfigur geht wahrscheinlich auf eine nicht mehr vorhandene alte Holzfigur in der Grabeskirche des seligen Gezelinus in Schlebuschrath zurück. Vor Anfertigung der Figur hatte der spätere Domkapitular Dr. Kaspar Heuser eine geschichtlich-kultische Abhandlung über Gezelinus geschrieben und sie am 26. Juni 1868 dem damaligen Erzbischof Paulus Melchers überreicht. 1868 wurde auch die 1864 auf den alten Fundamenten von 1659 neu erbaute Gezelinkapelle in Schlebusch geweiht.
Im Gegensatz zu den alten Werken verlieh Peter Fuchs den Figuren weniger Körperschwingungen, verfeinerte aber die individuellen Gesichtszüge im Sinne eines „biblischen Realismus“. Die Dynamik findet ihren Niederschlag in je individuellen Mienenspielen, denn aufgrund der zu produzierenden Menge an Figuren mussten die Gestaltungsmittel natürlich reduziert werden.